# My Bloody Valentine
My Bloody Valentine – irlandzko-brytyjska grupa shoegaze'owa założona w 1984 roku.

## Dyskografia

### Albumy
| Isn’t Anything                 | 1 listopada 1988 | Creation Records | 61 |
| Loveless                       | 4 listopada 1991 | Creation Records | 24 |
| MBV                            | 2 lutego 2013    | Island Records   | —  |
| "—" pozycja nie była notowana. |                  |                  |    |

### Minialbumy
- This Is Your Bloody Valentine (styczeń 1985)
- Ecstasy (listopad 1987)

### Płyty krótkogrające
- Geek (grudzień 1985)
- The New Record by My Bloody Valentine (wrzesień 1986)
- Sunny Sundae Smile (luty 1987)
- Strawberry Wine (sierpień 1987)
- You Made Me Realise (sierpień 1988)
- Feed Me With Your Kiss (listopad 1988)
- Glider (kwiecień 1990)
- Tremolo (luty 1991) UK#29